# Hroðgar
Hroðgar, Hrothgar, Hróarr, Hroar, Roar, Roas of Ro was een legendarische Deense koning, die leefde in de 6e eeuw.
Hij komt voor in de Oudengelse gedichten Beowulf en Widsith, ook in Noorse sagen en diverse Deense kronieken verschijnt zijn naam. Hroðgar is een lid van de Scyldin-stam, en is een zoon van Healfdene, de zoon van Beow van Scedeland, de zoon van Scyld Scefing. Hij is een broer van Halga (Helgi), Heorogar en Signy (volgens Hrólf Kraki's Saga). Hrodgar is de oom van Hroðulf (Rolf Krake), die zijn opvolger als koning zou worden. Hrothulf zou Hrothgars zonen Hredric en Hrodmund hebben omgebracht. Hrodgars dochter Freawaru zou trouwen met Froda's zoon om aan een vete een einde te maken.
In beide tradities zijn de genoemde figuren tijdgenoten van de Zweedse koning Eadgils (Adils). Beide tradities vermelden ook een vete met de Heatobarden Froda (Frodo, Frodi) en zijn zoon Ingeld. Al verschillen de Engelse verhalen met die van de Scandinavische, de namen komen meestal wel overeen.

## Hrothgar in Beowulf
Het hof van Hrothgar wordt al 12 jaar geterroriseerd door Grendel. Op een avond dringt hij de zaal Heorot binnen en vermoordt bijna iedereen. Hrothgar zoekt een krijger die dapper genoeg is om Grendel om te brengen. Enkele weken later arriveert Beowulf met vijftien andere krijgers. Hij zegt Grendel te willen doden om de schuld van zijn vader aan Hrotghar af te betalen. Als Beowulf, Grendel en Grendels moeder heeft omgebracht, overlaadt Hrotghar hem met goud.

## Hrothgar in films
- In de 1999 uitgebrachte film The 13th Warrior, speelt Sven Wollter de rol van Hrotghar.
- Stellan Skarsgård speelt Hrotghar in Beowulf & Grendel uit 2006. Hierin heeft hij niet alleen te maken met de gruweldaden van Grendel, maar worstelt hij ook of hij zich tot het christelijk geloof zou bekeren.
- Anthony Hopkins speelt de geanimeerde Hrotghar in Beowulf (2007) van Robert Zemeckis.